# Hemilepistus schirasi
Hemilepistus schirasi är en kräftdjursart som beskrevs av Roger J. Lincoln 1970. Hemilepistus schirasi ingår i släktet Hemilepistus och familjen Trachelipodidae. Inga underarter finns listade i Catalogue of Life.